# Coatonocapsus
Coatonocapsus is een geslacht van wantsen uit de familie van de Miridae (Blindwantsen). Het geslacht werd voor het eerst wetenschappelijk beschreven door Schuh in 1974.

## Soorten
Het genus bevat de volgende soorten:

- Coatonocapsus johannsmeieri Schuh, 1974
- Coatonocapsus pallidus Schuh, 1974
- Coatonocapsus sweeti Schuh, 1974
- Coatonocapsus transvaalensis Schuh, 1974